# Comuna Chirnogi, Călărași
Chirnogi este o comună în județul Călărași, Muntenia, România, formată numai din satul de reședință cu același nume.

## Așezare
Comuna se află în sud-vestul județului, pe malul stâng al Dunării și pe cel drept al Argeșului, la confluența celor două râuri, la limita cu regiunea Silistra din Bulgaria. Este traversată de șoseaua națională DN41, care leagă Oltenița de Giurgiu. La Chirnogi, din acest drum se ramifică șoseaua județeană DJ411, care duce spre nord-vest la Radovanu, Crivăț și mai departe în județul Giurgiu la Hotarele (unde se termină în DN5A.

## Demografie
Componența etnică a comunei Chirnogi
     Români (70,07%)
     Romi (20,14%)
     Alte etnii (0,26%)
     Necunoscută (9,53%)
Componența confesională a comunei Chirnogi
     Ortodocși (86,09%)
     Penticostali (3,33%)
     Alte religii (0,56%)
     Necunoscută (10,02%)
Conform recensământului efectuat în 2021, populația comunei Chirnogi se ridică la 6.629 de locuitori, în scădere față de recensământul anterior din 2011, când fuseseră înregistrați 7.455 de locuitori. Majoritatea locuitorilor sunt români (70,07%), cu o minoritate de romi (20,14%), iar pentru 9,53% nu se cunoaște apartenența etnică. Din punct de vedere confesional, majoritatea locuitorilor sunt ortodocși (86,09%), cu o minoritate de penticostali (3,33%), iar pentru 10,02% nu se cunoaște apartenența confesională.

## Politică și administrație
Comuna Chirnogi este administrată de un primar și un consiliu local compus din 15 consilieri. Primarul, Ion Ștefan[*], de la Partidul Social Democrat, este în funcție din octombrie 2020. Începând cu alegerile locale din 2024, consiliul local are următoarea componență pe partide politice:
|  | Partid                          | Consilieri | Componența Consiliului | Componența Consiliului | Componența Consiliului | Componența Consiliului | Componența Consiliului | Componența Consiliului | Componența Consiliului | Componența Consiliului | Componența Consiliului | Componența Consiliului |
|  | ------------------------------- | ---------- | ---------------------- | ---------------------- | ---------------------- | ---------------------- | ---------------------- | ---------------------- | ---------------------- | ---------------------- | ---------------------- | ---------------------- |
|  | Partidul Social Democrat        | 10         |                        |                        |                        |                        |                        |                        |                        |                        |                        |                        |
|  | Partidul Național Liberal       | 4          |                        |                        |                        |                        |                        |                        |                        |                        |                        |                        |
|  | Alianța pentru Unirea Românilor | 1          |                        |                        |                        |                        |                        |                        |                        |                        |                        |                        |

## Istorie
Numele comunei provine cel mai probabil din limba turcă - kirnak, -gi - s.f.s. roaba, s.f.pl. roabe (sclave), ori bulgară - kirnoga/kirnozi - insemnand picior ori picioare murdare). La sfârșitul secolului al XIX-lea, comuna făcea parte din plasa Oltenița a județului Ilfov și era a doua cea mai mare comună din județ, după comuna Lipia-Bojdani. Era formată numai din satul de reședință, cu 4620 de locuitori, ce trăiau în 778 de case și 8 bordeie. În comună funcționau trei biserici, două mori cu aburi, două mașini de treierat cu aburi, o școală de băieți cu 128 de elevi și o școală de fete cu 42 de eleve. Anuarul Socec din 1925 o consemnează în aceeași plasă, cu o populație de 6187 de locuitori.
În 1950, comuna a fost transferată raionului Oltenița din regiunea București, până în 1968, când a revenit la județul Ilfov, reînființat. În 1981, o reorganizare administrativă regională a dus la transferarea comunei la județul Călărași.

## Monumente istorice
Opt obiective din comuna Chirnogi sunt incluse în lista monumentelor istorice din județul Călărași ca monumente de interes local. Cinci dintre ele sunt situri arheologice — așezarea din punctul „Rudari” (secolele al III-lea–I î.e.n.); necropola din nord-estul acesteia; așezarea din punctul „Șuvița lui Vulpe” (secolele al IV-lea–al III-lea î.e.n.); și cele două așezări din perioada Latène, una aflată la „cariera de Lut” (500 m est de punctul „Cișmeaua Mare”) și cealaltă aflată la „Șuvița Hotarului”, în via lui Codin Stanca Bănățeanu.
Celelalte trei obiective sunt cruci de piatră, clasificate ca monumente memoriale sau funerare, toate aflate în cimitirul vechi: două datând din 1804, respectiv 1897, și una aflată mai aproape de biserica din cimitir, datând din 1876.